# Acido tricarbossilico
Un acido tricarbossilico è un acido carbossilico organico che contiene tre gruppi funzionali carbossilici (-COOH). L'esempio più noto di acido tricarbossilico è l'acido citrico.

## Usi

### Ciclo di Krebs
L'acido citrico, il più noto esempio acido tricarbossilico, viene utilizzato nel ciclo dell'acido citrico - noto anche come ciclo dell'acido tricarbossilico (TCA) o ciclo di Krebs - che è fondamentale per tutti gli organismi aerobici in quanto parte del processo di respirazione cellulare, volto a produrre ATP.

## Esempi
| Atomi di carbonio | Nome comune      | Nome IUPAC                                     | Formula bruta |                                    |
| ----------------- | ---------------- | ---------------------------------------------- | ------------- | ---------------------------------- |
| 6                 | Acido citrico    | Acido 3-carbossi-3-idrossi-1,5-pentandioico    | C6H8O7        | File:Citric acid structure.png     |
| 6                 | Acido isocitrico | Acido 1R-idrossi-1R,2S,3-propantricarbossilico | C6H8O7        | File:Isocitric acdid structure.png |
| 6                 | Acido aconitico  | Acido propen-1,2,3-tricarbossilico             | C6H6O6        | (forma cis e forma trans)          |
| 22                | Acido agarico    | Acido 2-idrossinonadecan-1,2,3-tricarbossilico | C22H40O7      |                                    |
| 9                 | Acido trimesico  | Acido 1,3,5-benzentricarbossilico              | C9H6O6        | File:Trimesic acid structure.png   |